# Easton (Maine)
Easton és una població dels Estats Units a l'estat de Maine (EUA). Segons el cens del 2000 tenia 1.249 habitants.

## Demografia
Segons el cens del 2000, Easton tenia 1.249 habitants, 524 habitatges, i 355 famílies. La densitat de població era de 12,4 habitants/km².
Dels 524 habitatges en un 28,8% hi vivien nens de menys de 18 anys, en un 56,5% hi vivien parelles casades, en un 8% dones solteres, i en un 32,1% no eren unitats familiars. En el 27,9% dels habitatges hi vivien persones soles el 13,5% de les quals corresponia a persones de 65 anys o més que vivien soles. El nombre mitjà de persones vivint en cada habitatge era de 2,38 i el nombre mitjà de persones que vivien en cada família era de 2,9.
Per edats la població es repartia de la següent manera: un 23,1% tenia menys de 18 anys, un 8% entre 18 i 24, un 28,3% entre 25 i 44, un 25,7% de 45 a 60 i un 15% 65 anys o més.
L'edat mediana era de 40 anys. Per cada 100 dones de 18 o més anys hi havia 90,3 homes.
La renda mediana per habitatge era de 29.922 $ i la renda mediana per família de 36.500 $. Els homes tenien una renda mediana de 27.917 $ mentre que les dones 20.735 $. La renda per capita de la població era de 15.227 $. Entorn del 7,4% de les famílies i el 12,5% de la població estaven per davall del llindar de pobresa.